# Зозуля, Ефим Давидович
Ефим Давидович Зозуля (10 [22] декабря 1891, Москва, Российская империя — 3 ноября 1941, Рыбинск, Ярославская область, РСФСР, СССР) — русский советский писатель, прозаик и журналист, военный корреспондент.

## Биография
Сын мелкого торгового служащего. Вскоре после его рождения родители переехали в Лодзь, где он учился в частных школах и торговой школе. После смерти отца в 1901 году уехал в Одессу, где учился в 1-м казённом училище. В 1905 году вернулся в Лодзь, где принимал участие в революционных событиях и подвергался арестам, на два года поступил учеником в малярно-вывесочную мастерскую. С конца 1911 года работал журналистом в Одессе, начал публиковать рассказы и фельетоны в газетах «Южная мысль» и «Одесские новости» под общей рубрикой «В монокль беллетриста». После женитьбы в 1914 году переехал в Петроград, где жил до 1918 года. Печатался в «Новом Сатириконе», «Солнце России», «Журнале журналов», «Свободном журнале», «Биржевых новостях». В 1915—1917 годах был секретарём редакции журнала «Новый Сатирикон».
В 1918 году уехал в Киев, работал в журнале «Куранты», а в августе 1919 года поселился в Москве. В 1923 году вместе с М. Кольцовым основал журнал «Огонёк» (был заведующим редакцией, составителем номеров, постоянным автором, позднее организовал книжную серию «Библиотека „Огонька“»). С января 1923 года до 1937 года в качестве заведующего художественной частью журнала «Прожектор» состоял сотрудником газеты «Правда», работал в журнале «Красноармеец» и редактором жургазобъединения. В 1927 году принял участие в коллективном романе «Большие пожары», публиковавшемся в журнале.
В 1927—1929 годах было издано его собрание сочинений в трёх томах (запланированный 4-й том так и не вышел). Два романа Зозули, писавшиеся около 1930 года, остались незавершёнными. В 1930-е годы печатался мало и только в журналах.
С началом войны пошёл в ополчение рядовым, два месяца служил в артиллерии, затем получил назначение во фронтовую газету. Военный корреспондент газеты 31-й армии «Иду на врага» Ефим Зозуля умер от ран 3 ноября 1941 года. Причиной стала гангрена пальцев ног и пневмония. Похоронен в Рыбинске, на Старо-Георгиевском прицерковном кладбище.
Творчество 3озули было надолго забыто, его произведения не издавались.

## Творчество
3озуля — большой мастер психологического рассказа, его творчество вначале развивалось в традиции А. Чехова. Его внимание привлекают отношения между людьми и события повседневной городской жизни, которые писатель как бы рассматривает в микроскоп, увеличивая некоторые частности, а иногда делая сатирические обобщения. 3озуля обладал удивительной наблюдательностью, помогавшей ему открывать типичные черты и явления в случайностях жизни.— Вольфганг Казак
«Рассказ об Аке и человечестве» (1919) предвосхищает некоторые черты антиутопии Е. Замятина «Мы».

## Семья
- Жена — Сара Абрамовна (Серафима Александровна) Федермеер (в замужестве Зозуля, 1894[10]—?), певица, дочь зубного врача Абрама Моисеевича Федермеера, практиковавшего в Одессе в доме № 30 (кв. 5) по улице Жуковского (угол Екатерининской)[11].
  - Дочь — Нина Ефимовна Зозуля (1915—?[12]), была замужем за детским писателем Борисом Заходером, затем за архитектором Иосифом Михайловичем Шошенским (1909—1984)[13].
    - Внук — Леонид Шошенский, художник[14][15].
- Племянник — Вадим Моисеевич Гаевский, балетовед.

## Книги

### Собрания
- Сочинения. Т. 1. М.—Пб.: Круг, 1923. — 270 с.
- Собрание сочинений / С критико-биогр. очерком Мих. Кольцова и портр. автора. М.—Л.: Земля и фабрика.
  - Т. 1: Рассказ об Аке и человечестве. 1927. — 261, [1] с., [1] л. портр.
  - Т. 2: Гибель Главного города. 1928. — 248, [4] с., [4] л. объявл.
  - Т. 3: Эпоха. 1929. — 278 с., [4] л. объявл.
- Собрание новелл. М.: Федерация, 1930. — 218, [4] с., [2] л. объявл.
- Мастерская человеков и другие гротескные, фантастические и сатирические произведения. Одесса: Пласке, 2012. — 458 с.

### Рассказы
- Гибель Главного города. Пг.: Новый Сатирикон, 1918. — 128 с.
- Граммофон веков: Рассказ. М.: Аврора, 1923. — 28, [1] с. (Избр. произв. худ. лит-ры. № 1).
- Гибель Главного города: Рассказы. [М.]: Рабочая Москва, 1925. — 74 с. (Всеобщая б-ка. № 3).
- Лимонада: Рассказы. М.: [Правда], 1925. — 63 с. (Б-ка «Прожектор». № 9).
- Рассказ об Аке и человечестве. М.: Огонёк, 1925. — 62, [1] с. (Б-ка «Огонёк». № 70).
- Рассказы. М.: Огонёк, 1925. — 62, [1] с. (Б-ка «Огонёк». № 8).
  - То же. Изд. 2-е.
- Весенние рассказы. М.: Огонёк, 1926. — 48 с. (Б-ка «Огонёк». № 127).
- Интересная девушка и другие рассказы. М.: Огонёк, 1927. — 35 с., [1] с. объявл. (Б-ка «Огонёк». № 303).
- Рассказы. М.: Огонёк, 1929. — 51 с., [1] с. объявл. (Б-ка «Огонёк». № 453).
- Маленькие рассказы. М.: Огонёк, 1929. — 40 с. (Б-ка «Огонёк». № 489).
- Слава. М.: Огонёк, 1929. — 40 с. (Б-ка «Огонёк». № 490).
- Поэмы. М.: Огонёк, 1930. — 38 с., [2] с. объявл. (Б-ка «Огонёк». № 565).
- Рассказы. М.: Жур.-газ. объед., 1932. — 36, [2] с., 2 с. объявл. (Б-ка «Огонёк». № 20 (674)). На обл. загл.: Маленькие рассказы.
- 52 новеллы из цикла «Тысяча». М.: Жур.-газ. объед., 1935. — 80 с. (Б-ка «Огонёк». № 44—45 (815—816)).
- Пятьдесят новелл из цикла «Тысяча». М.: Жур.-газ. объед., 1935. — 80 с. (Б-ка «Огонёк». № 25—26 (868—869)).
- Новеллы [из цикла «Тысяча»]. М.: Радио-издат., 1936. — 16 с. (Микрофонные материалы Упр-ния местного вещания Всес. радиоком-та. Лит.-худ. ред. № 9). На правах рукописи.
- Разные новеллы. М.: Жур.-газ. объед., 1936. — 48 с. (Б-ка «Огонёк». № 61 (976)).
- Новеллы из цикла «Тысяча». М.: Жур.-газ. объед., 1937. — 60, [2] с., 2 с. объявл. (Б-ка «Огонёк». № 51—52 (1038—1039)).
- Я дома: Рассказы / [Вступ. ст. А. Дейча]. М.: Сов. писатель, 1962. — 250 с.
- Живая мебель. К.: Дніпро, 1990. — 137 с. ISBN 5-308-00669-5

### Очерки
- Что запомнилось: Революционные дни в Петрограде. [Пг.]: Скобелевск. ком., 1917. — 16 с. (Дешёвая нар. б-ка).
- Встречи / Предисл. А. Луначарского. М.: Огонёк, 1927. — 49, [2] с., 1 с. объявл. (Б-ка «Огонёк». № 288).
- Из Москвы на Корсику и обратно. Л.: Прибой, 1928. — 149 с., [3] с. объявл.
- По Европе. М.: Огонёк, 1928. — 43 с., [1] с. объявл. (Б-ка «Огонёк». № 339).
- Два портрета: [Блюхер, Гугель]. М.: Жур.-газ. объед., 1932. — 35 с., 1 с. объявл. (Б-ка «Огонек». № 53).
- Будет ли «Максим Горький» летать 1 мая. [М.]: тип. Госбанка СССР, [1933]. — 4 с.
- Громов осваивает машину. [М.]: тип. Госбанка СССР, [1934]. — 4 с.
- Моя Москва. М.: Жур.-газ. объед., 1936. — 45, [2] с., 1 с. объявл. (Б-ка «Огонёк». № 7 (922)).

### Документальная
- Свифт, 1933 (Жизнь замечательных людей, в соавторстве с А. Дейчем)